# Cheiracanthium effossum
Cheiracanthium effossum là một loài nhện trong họ Miturgidae.
Loài này thuộc chi Cheiracanthium. Cheiracanthium effossum được Ottó Herman miêu tả năm 1879.